# کارل نفه
کارل نفه (چکی: Karel Neffe; ۶ ژوئیهٔ ۱۹۴۸ – ۱۳ فوریهٔ ۲۰۲۰) قایقران روئینگ اهل چکسلواکی بود.
وی در مسابقات کشوری و بین‌المللی در مجموع برندهٔ ۳ مدال برنز شده‌است.